# Pomnik Ofiar Faszyzmu w Wielu
Pomnik Ofiar Faszyzmu – pomnik ofiar niemieckich nazistów, zlokalizowany na terenie Abisynii, będącej zachodnią częścią wsi Wiele w gminie Karsin.
Obiekt stoi po południowej stronie drogi lokalnej z Wiela do Lubni. Upamiętnia pomordowanych przez niemieckich nazistów mieszkańców Wiela i okolic (lata 1939–1945). W tzw. willi Wysockiego w Abisynii Niemcy urządzili więzienie, w którym przetrzymywali zarówno mieszkańców okolicy, jak i osoby z innych części Pomorza. Po bestialskich przesłuchaniach więźniów odsyłano najczęściej do obozów koncentracyjnych, przede wszystkim do Stutthofu. Tych więźniów, których podczas przesłuchań zamordowano, chowano w pobliskim lesie. Podczas likwidacji więzienia rozstrzelano 8 osób, które nie były w stanie uciec. Ludność Wiela nazywała więzienie Katyniem lub Kaźnią. 
Pomnik ma formę steli z kostek granitowych, wzbogaconych betonowymi aplikacjami. Nad stelą góruje krzyż. W centrum steli wmurowana jest tablica pamiątkowa ufundowana przez Komitet Obywatelski powiatu chojnickiego.